# Xavier Ribalta
Francesc Xavier Ribalta i Secanell (Tárrega, Lérida; 3 de junio de 1943) es un cantautor español en lengua catalana reconocido artísticamente como Xavier Ribalta. 

## Trayectoria artística[1]
Inicia su actividad artística en 1965 en el ámbito de la canción de autor, siempre cercano a la chanson francesa y a la poesía.
Durante la dictadura en ocasiones tuvo problemas con las autoridades sufriendo prohibiciones.

## Discografía[3]
- 1965. Xavier canta les seves cançons. Colúmbia SCGE 81243.
- 1967. La poesia catalana, MN 20.001 (Francia)
- 1968. La poesia catalana, Polydor 2062034.
- 1970. Tot l'enyor de demà, Polydor 2385034.
- 1972. Cançons anònimes, Polydor 2385034.
- 1974. Onze cançons amb esperança, RCA SPLI‐2254.
- 1976. Som Aquí. RCA 2255.
- 1976. Xavier Ribalta a l'Olympia, RCA SPLI‐2494.
- 1977. Altes parets de somni, RCA PL‐35180.
- 1979. Xavier Ribalta. Cançons populars, RCA PL‐35293.
- 1981. Xavier Ribalta in North America, Fleet Wood BMC 5170.
- 1983. Xavier Ribalta. Resum in North America, Doble álbum. RCA Internacional. ECPL‐3075
- 1985. Xavier Ribalta canta Joan Maragall, Organ Jaus.
- 1988. Xavier Ribalta canta Apel·les Mestres, “Cants íntims” PDI G801791.
- 1994. Xavier Ribalta canta Joan Maragall, Reed. En la colección de Trobadors i Joglars PDI.
- 1998. Xavier Ribalta Antologia de Cants íntims, 2 CD. PDI Q‐4509.
- 2000. Xavier Ribalta Canta Joan Salvat‐Papasseit. “Arquer d'amor”. Dist. Actual Records.
- 2000. Xavier Ribalta. La Veu i la Paraula.
- 2001. Xavier Ribalta Canta Léo Ferré. Picap.
- 2003. Xavier Ribalta De Papasseit a Léo Ferré. En directe a l’Espai. PICAP
- 2005. INTEGRAL 1965‐2006. Caixa amb 9 CD. Dist. Actual Records..
- 2006/07‐ Xavier Ribalta Canta Joan Margarit. Cançons d'Amor, Soledat, Llibertat i Malenconia. Dist. Actual Records.
- 2008. Xavier Ribalta. Una vida per la cançó. Antologia 1963‐2008, Factoría Autor.